# Cosimo Pirozzo
Cosimo Pirozzo (Rosarno, 4 agosto 1912 – Vicién, 12 gennaio 1937) è stato un anarchico italiano.
(Giuseppe Lavorato, atti del convegno tenuto nell'Auditorium comunale di Rosarno il 25 gennaio 1998)

## Biografia
Cosimo Pirozzo nacque a Rosarno da Bruno e da Giovanna Amoroso, in una famiglia che un rapporto della polizia fascista definisce "agiata". Fece gli studi ginnasiali a Nicotera (VV), conseguendo poi la maturità classica a Reggio Calabria. In seguito si iscrisse alla Facoltà di Lettere dell'Università di Messina.
Chiese l'iscrizione al Partito Nazionale Fascista nel 1934, ottenendo la tessera l'anno successivo; tuttavia, già nel 1936, un rapporto redatto da un ignoto e indirizzato al Prefetto avanzava dubbi sulle "qualità morali" del Pirozzo, segnalando tra l'altro che "...ultimamente schiva i coetanei della sua stessa levatura sociale, preferendo conversare con elementi del ceto operaio e con contadini analfabeti cui spesso riporta e spiega le notizie dei giornali". Si trasferì in quegli anni a Torino, iscrivendosi alla Facoltà di Lettere e frequentando i corsi di filosofia; in questa città cominciò a frequentare gli ambienti anarchici, sebbene venisse più volte definito "rosso" nei rapporti della polizia fascista. Verosimilmente nel 1936 lasciò clandestinamente l'Italia, trasferendosi in Francia: qui, secondo i soliti rapporti fascisti, era ospitato dal "Soccorso Rosso Internazionale", e del 1936 è il telegramma del Ministero dell'interno che sollecita la cattura dell'"anarchico Pirozzo".
In realtà, in quell'anno, il giovane si iscrisse alla Gioventù Comunista Francese, arruolandosi immediatamente tra i volontari che partivano per la Spagna per la guerra civile spagnola. Si ritrovò perciò nella prima brigata italiana "Colonna Italiana Rosselli", in compagnia di anarchici, repubblicani, qualche socialista e molti appartenenti a “Giustizia e Libertà”.

Nel novembre 1936 fu assegnato a una compagnia anarchica a cui era affidata la difesa di una posizione strategica nella città di Huesca. Il 12 gennaio 1937, una squadra di miliziani lavorava ad opere di riparazione presso Vicién, a pochi chilometri da Huesca.
Durante le operazioni, cadde sul gruppo di miliziani un proiettile a frammentazione che ferì gravemente il calabrese Luigi Tallarico. Nonostante il bombardamento ancora in corso, Cosimo si lanciò sul ferito per soccorrerlo e portarlo al riparo. Sebbene le condizioni di Tallarico fossero gravissime, Cosimo si offrì di portarlo all'infermeria del campo ove, messo in salvo il compagno, venne colpito da un proiettile morendo sul colpo. Tallarico ebbe salva la vita.
La commozione per la morte di Cosimo fu immensa, e al suo funerale partecipò l'intera Colonna Italiana Rosselli, e la popolazione di Huesca e Vicién.
Si dice che Ken Loach abbia tratto spunto da questa vicenda, dagli anziani di Huesca ancora ricordata, per la famosa scena del funerale del miliziano nel film Terra e libertà.